# Gouvernement de Semipalatinsk
 (décembre 2013).
Si vous disposez d'ouvrages ou d'articles de référence ou si vous connaissez des sites web de qualité traitant du thème abordé ici, merci de compléter l'article en donnant les références utiles à sa vérifiabilité et en les liant à la section « Notes et références ».
1920–1928
Entités précédentes :
- Oblast de Semipalatinsk

Le gouvernement de Semipalatinsk (en russe : Семипалатинская губерния, Semipalatinskaïa goubernia) est une subdivision administrative et territoriale de la République socialiste fédérative soviétique de Russie. Créé en 1920, il fut incorporé à la République socialiste soviétique autonome kazakhe, puis supprimé en 1928. Sa capitale était la ville de Semipalatinsk.

## Histoire
Le gouvernement de Semipalatinsk fut officiellement créé en  1920 sur le territoire de l'oblast de Semipalatinsk, mais cette oblast avait été transformée en gouvernement en 1918. 
À l'origine, le gouvernement était divisé en quatre ouïezds :
- l’ouïezd de Zaïssan ;
- l’ouïezd de Karkaraly ;
- l’ouïezd de Semipalatinsk ;
- l’ouïezd d'Oust-Kamenogorsk.

En 1921, le gouvernement s'agrandit de l'ouçezd Boukhtarminski (détaché du gouvernement de l'Altaï) et de l'ouçezd de Pavlodar (détaché du gouvernement d'Omsk).
Le 17 janvier 1928, le gouvernement de Semipalatinsk fut supprimé et son territoire partagé entre les okrougs d'Akmola, de Karkaraly, de Pavlodar, de Semipalatinsk et de Syr-Darya.
En 1923-1924, le premier secrétaire du Parti communiste du gouvernement était Nikolaï Iejov, futur chef du NKVD.

## Population
Selon le recensement de 1926, le gouvernement comptait 1 309 900 habitants, dont 54,6 pour cent de Kazakhs, 30,4 pour cent de Russes, 10,7 pour cent d'Ukrainiens et 1,4 pour cent de Tatars.